# Siedlung Oberschöneweide

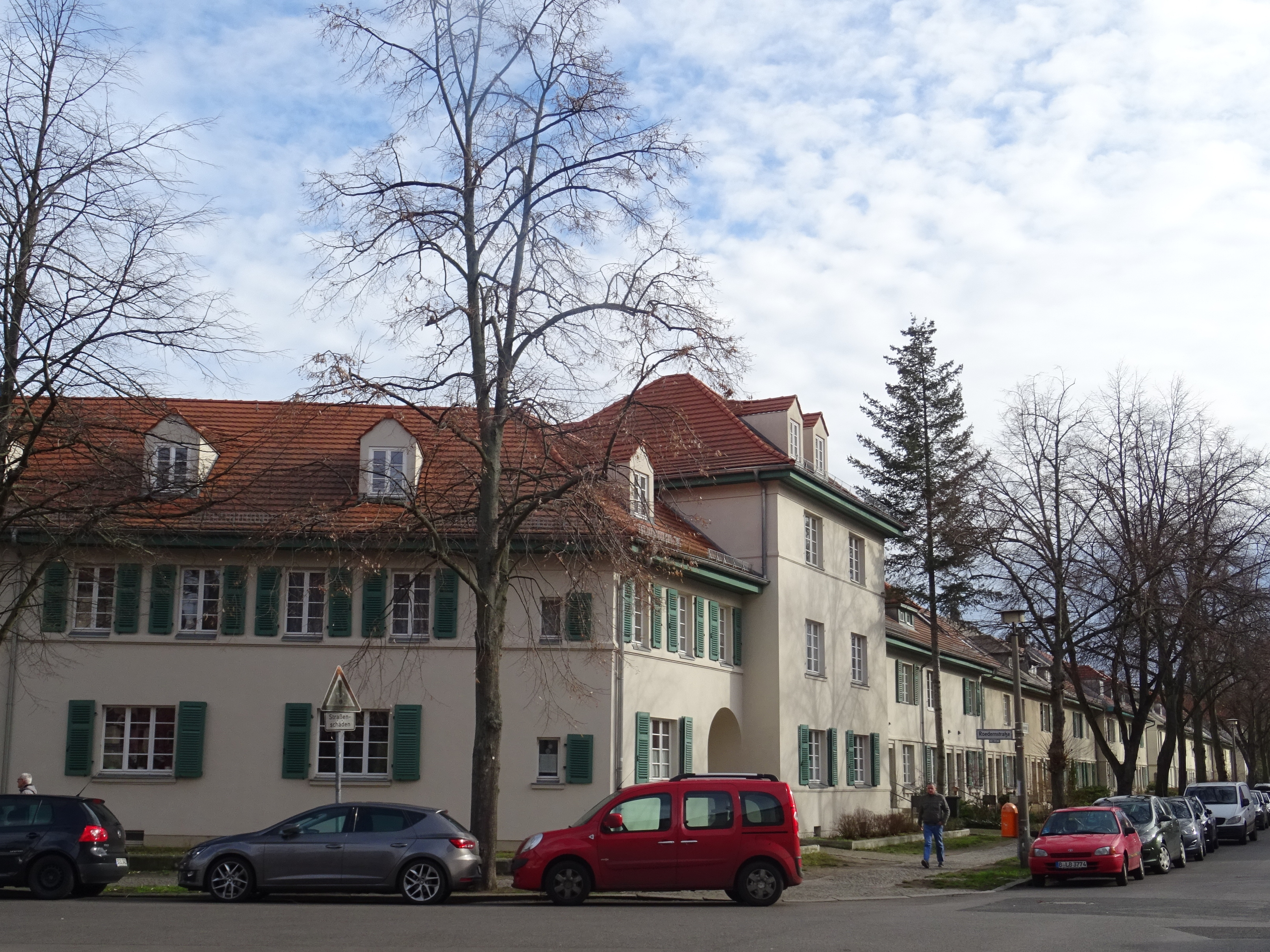
Ecke Roedernstraße/Zeppelinstraße

Die Siedlung Oberschöneweide ist eine Wohnsiedlung im Berliner Ortsteil Oberschöneweide im Bezirk Treptow-Köpenick, die um 1920 entstand. Die von Peter Behrens, J. Th. Hamacher und Hans Spitzner entworfene Anlage steht unter Denkmalschutz.

## Lage
Die Siedlung mit annähernd parallelogrammförmigem Grundriss liegt im Norden des Ortsteils Oberschöneweide und wird nach Süden durch die Zeppelinstraße, nach Norden durch die Straße An der Wuhlheide, nach Osten durch die Fontane- und nach Westen durch die Roedernstraße begrenzt. Sie umfasst die Grundstücke Zeppelinstraße 11–71 (ungerade Nummern), An der Wuhlheide 2–22 (gerade Nummern), Fontanestraße 8–12C sowie Roedernstraße 8–14B (jeweils fortlaufende Nummern). Östlich schließt sich, ebenfalls zwischen Zeppelinstraße und An der Wuhlheide, die Siedlung Gebag an.

## Geschichte

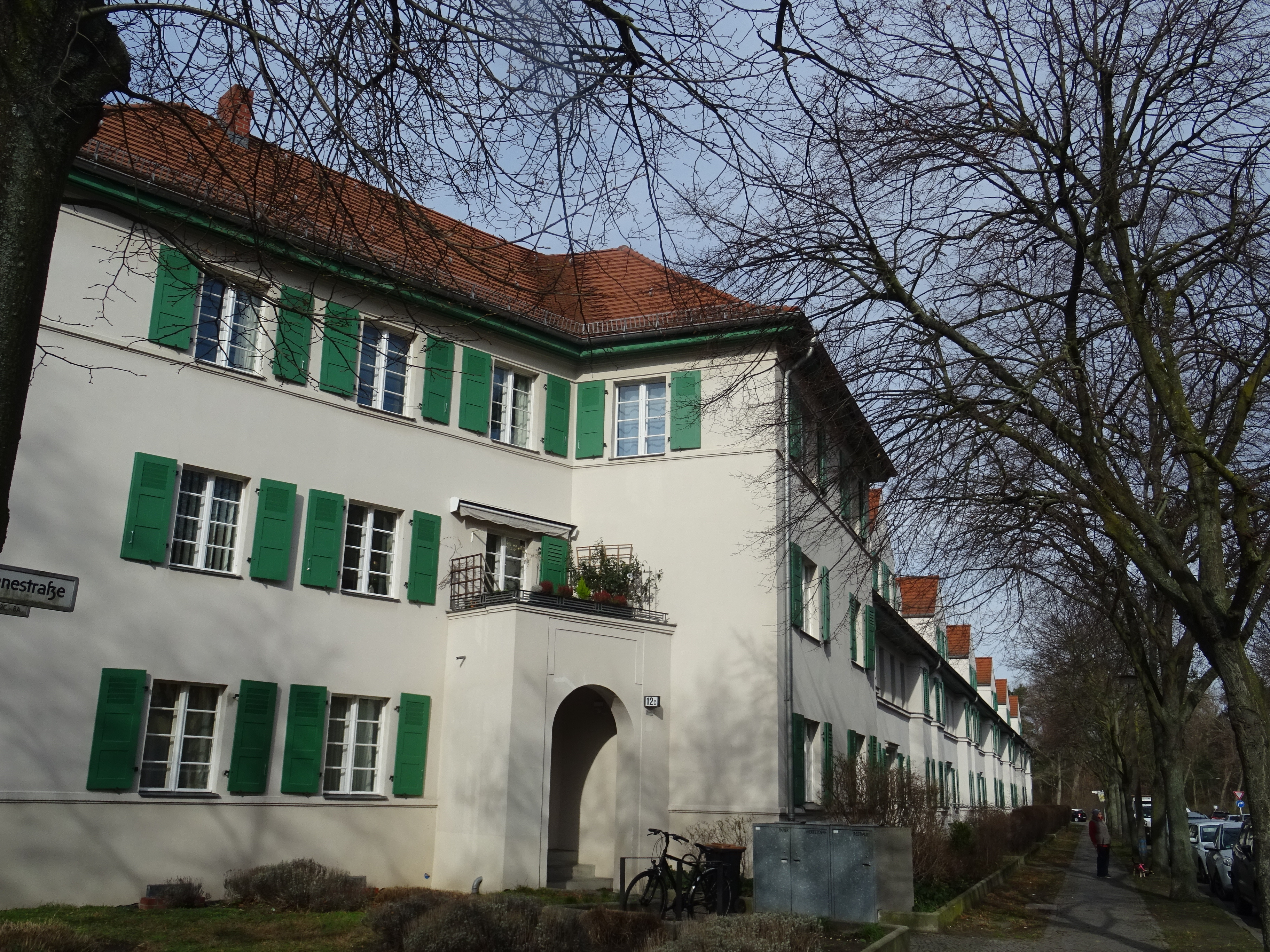
Fontanestraße

Der Ort Oberschöneweide (seit 1920 zu Berlin gehörig) entwickelte sich Anfang des 20. Jahrhunderts zu einem bedeutenden Industriestandort. Um Wohnraum für die Arbeiter und Angestellten zu schaffen, entstanden an einer Reihe von Stellen im Ort Wohnhäuser und Siedlungen. Die Gemeinnützige Bauaktiengesellschaft Oberschöneweide (Gebag) begann 1919 mit finanzieller Unterstützung der Gemeinde Oberschöneweide mit dem Bau der Siedlung Oberschöneweide vor allem für Beschäftigte der AEG. Die Bauplanung stammte von Gemeindebaurat J. Th. Hamacher unter Unterstützung von Peter Behrens. Für die Bauausführung war Mauermeister Adolph Mattheus verantwortlich. Ursprünglich war eine verdichtete Wohnbebauung geplant, jedoch verwirklichten die Architekten schließlich eine von der Gartenstadtbewegung geprägte Wohnanlage.
Zwischen 1919 und 1921 entstanden die Bauten entlang der Zeppelin-, Fontane- und Roedernstraße. Für den Weiterbau schrieb die Gebag einen Wettbewerb aus, den Zuschlag erhielt der drittplatzierte Hans Spitzner. Nach seinen Entwürfen entstanden zwischen 1921 und 1923 die Häuserreihe entlang der Straße an der Wuhlheide sowie zwei Häuser an den Straßenecken der Zeppelinstraße zur Roedern- und zur Fontanestraße. Ältere Werke schreiben die Bauten in der Straße An der Wuhlheide Jean Krämer zu.

## Aufbau

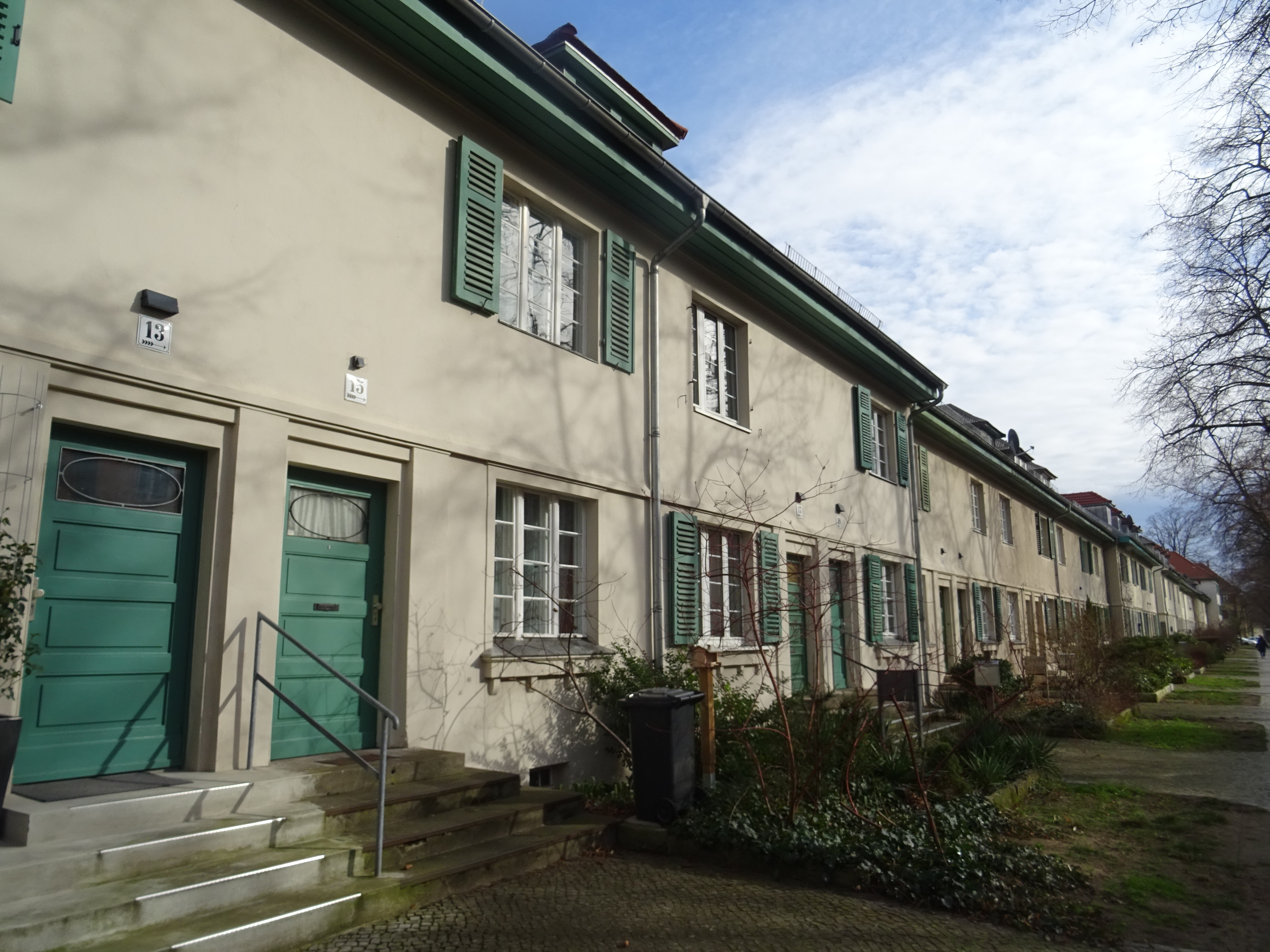
Reihenhäuser in der Zeppelinstraße

Die Bebauung entstand in Reihenbauweise entlang der vier Straßenfronten. Die ausgedehnte Fläche in der Mitte des Blocks wurde nicht bebaut; hier entstanden Gärten für die Bewohner. Die Häuser wurden nach seinerzeitigen Standards modern mit Küchen und Bädern ausgestattet.
Die Bauten sind überwiegend zwei-, teilweise auch dreigeschossig. Es gibt fünf Typen von Häusern. An der Roedern- und Fontanestraße stehen Vierfamilienhäuser nach Entwürfen von Hamacher. In der Zeppelinstraße wurden Einfamilienhäuser für Beamte und Facharbeiter der AEG gebaut. Sie stammen überwiegend ebenfalls von Hamacher; frühere Werke nennen noch Peter Behrens als Urheber. Direkt auf Behrens gehen nur die Bauten in der Mitte der Straßenzeile am Durchgang zur Hofanlage zurück. Hans Spitzner entwarf zwei langgestreckte Häuserzeilen entlang der Straße An der Wuhlheide sowie die beiden dreigeschossigen Eckbauten an der Zeppelinstraße. Die Fassaden der Gebäude sind „mit durchlaufenden Gesimsbändern proportioniert und durch erkerartig vorgezogene Außenachsen und Hauseingänge sowie Dachgauben gegliedert“.